# Cruziinae
Die Cruziinae sind eine Unterfamilie der Spulwürmer mit 13 Arten.

## Merkmale
Cruziinae unterscheiden sich von den anderen Unterfamilien der Kathlaniidae durch drei Längsreihen von Zähnchen im Pharynxabschnitt des Ösophagus. Zudem ist am Darm ein Blindsack (Divertikel) ausgebildet.

## Systematik
Die Cruziinae werden in zwei Gattungen gegliedert:
- Cruzia Travassos, 1917
- Pseudocruzia Wolfgang, 1953